# Бараджано
Бараджа̀но (на италиански: Baragiano, на местен диалект Varagiànë, Вараджанъ) е малко градче и община в Южна Италия, провинция Потенца, регион Базиликата. Разположено е на 625 m надморска височина. Населението на общината е 2671 души (към 2012 г.).